# USCA Foot
O Union Sportive de la Commune Urbaine d'Antananarivo mais conhecido como USCA Foot é um clube de futebol com sede em Antananarivo, Madagascar.

## História
A equipe compete no Campeonato Malgaxe de Futebol..

## Títulos
- Campeonato Malgaxe de Futebol: 2005
- Coupe de Madagascar: 2005